# Bujakowa Płaśń
Bujakowa Płaśń – płaśń na grzędzie Bujaka w słowackich Tatrach Bielskich. Grzęda ta opada z Skrajnej Murańskiej Czubki na Polanę pod Muraniem. Bujakowa Płaśń znajduje się w środkowej jej części, na wysokości około 1540 m. Od południowej strony podcięta jest pionową ścianą o wysokości około 30 m. Na płaśni stoi chatka Tatrzańskiego Parku Narodowego, o której Władysław Cywiński pisze, że jest jedną z najpiękniej położonych chatek TANAP-u. Prowadzą do niej dobrze utrzymane ścieżki; jedna z Polany pod Muraniem, druga z Zadniej Murańskiej Przełęczy. Są to ścieżki nieznakowane, a zatem zgodnie z przepisami TANAP-u zamknięte dla ruchu turystycznego. Ścieżki te zostały zbudowane przez służbę Christiana Hohenlohego i miały służyć jego myśliwskiej pasji. Obecnie służą głównie pracownikom TANAP-u, drwalom i współczesnym myśliwym i nadal są naprawiane.
Nazwę płaśni utworzył Wł. Cywiński w 4 tomie przewodnika Tatry.